# Missões (canhoneira fluvial)
A Canhoneira Fluvial Missões foi um dos quatro navios de guerra do tipo canhoneira da Classe Acre/Melik da Marinha do Brasil.

## Origem do nome
Esta foi a primeira embarcação da Marinha brasileira a utilizar este nome, em homenagem a questão das Missões, ganha pelo Brasil pelo arbitramento do Presidente dos Estados Unidos Grover Cleveland.

## História
Foi encomendada em 1904, sendo o Ministro da Marinha o Almirante Júlio César de Noronha na presidência de Rodrigues Alves e construída pelo estaleiro Yarrow & Company, em Poplar, Inglaterra, para integrar a Flotilha do Amazonas.
Foi incorporada a Marinha em 1906 e armada no mesmo ano no Arsenal de Marinha do Pará. Deu baixa pelo Aviso n.º 3836 de 17 de outubro de 1933.